# Ломоносов Віктор Олександрович
Віктор Олександрович Ломоносов (1930, місто Ростов-на-Дону, тепер Російська Федерація — 19 грудня 1972, місто Дніпропетровськ, тепер Дніпро) — український радянський діяч, начальник Придніпровської залізниці (1969—1972).

## Життєпис
Освіта вища. Закінчив інститут інженерів залізничного транспорту.
Після закінчення інституту працював на станції Іловайське Донецької залізниці.
Член КПРС з 1952 року.
Потім працював на керівних посадах Дебальцівського, Іловайського, Ясинуватського і Краснолиманського відділень Донецької залізниці.
У 1967—1969 роках — заступник начальника Донецької залізниці.
У 1969 — 19 грудня 1972 року — начальник Придніпровської ордена Леніна залізниці.
Помер після важкої нетривалої хвороби.

## Нагороди
- орден Леніна
- орден «Знак Пошани»
- медалі
- почесний залізничник